# فوندو داس
فوندو داس (به لاتین: Fundo das Figueiras) یک روستا در دماغه سبز است.